# 18.ª etapa do Tour de France de 2020
A 18.ª etapa do Tour de France de 2020 desenvolveu-se a 17 de setembro de 2020 entre Méribel e La Roche-sur-Foron sobre um percurso de 175 km e foi vencida pelo polaco Michał Kwiatkowski da equipa Ineos Grenadiers que entrou na meta junto ao seu colega Richard Carapaz. O esloveno Primož Roglič manteve a liderança mais um dia.

## Classificação da etapa
| \| Classificação por etapas \| Classificação por etapas \| Classificação por etapas \| Classificação por etapas \| Classificação por etapas \| \| Ciclista \| Ciclista \| Equipe \| Tempo \| \| \| ------------------------ \| ------------------------ \| ------------------------ \| ------------------------ \| ------------------------ \| \| 1. \| Michał Kwiatkowski \| Ineos Grenadiers \| 4h47m33s \| \| \| 2. \| Richard Carapaz \| Ineos Grenadiers \| + 0s \| \| \| 3. \| Wout van Aert \| Jumbo-Visma \| + 1m51s \| \| \| 4. \| Primož Roglič \| Jumbo-Visma \| + 1m53s \| \| \| 5. \| Tadej Pogačar \| UAE Team Emirates \| + 1m53s \| \| \| 6. \| Richie Porte \| Trek-Segafredo \| + 1m54s \| \| \| 7. \| Enric Mas \| Movistar Team \| + 1m54s \| \| \| 8. \| Mikel Landa \| Bahrain McLaren \| + 1m54s \| \| \| 9. \| Damiano Caruso \| Bahrain McLaren \| + 1m54s \| \| \| 10. \| Tom Dumoulin \| Jumbo-Visma \| + 1m54s \| \| |                    |                   |          |
| |                    |                   |          |
| Fonte: ProCyclingStats |                    |                   |          |
| Classificação por etapas |                    |                   |          |
| Ciclista | Ciclista           | Equipe            | Tempo    |
| 1. | Michał Kwiatkowski | Ineos Grenadiers  | 4h47m33s |
| 2. | Richard Carapaz    | Ineos Grenadiers  | + 0s     |
| 3. | Wout van Aert      | Jumbo-Visma       | + 1m51s  |
| 4. | Primož Roglič      | Jumbo-Visma       | + 1m53s  |
| 5. | Tadej Pogačar      | UAE Team Emirates | + 1m53s  |
| 6. | Richie Porte       | Trek-Segafredo    | + 1m54s  |
| 7. | Enric Mas          | Movistar Team     | + 1m54s  |
| 8. | Mikel Landa        | Bahrain McLaren   | + 1m54s  |
| 9. | Damiano Caruso     | Bahrain McLaren   | + 1m54s  |
| 10. | Tom Dumoulin       | Jumbo-Visma       | + 1m54s  |

## Classificações ao final da etapa

### Classificação geral(Maillot Jaune)
| \| Classificação geral \| Classificação geral \| Classificação geral \| Classificação geral \| Classificação geral \| \| Ciclista \| Ciclista \| Equipe \| Tempo \| \| \| ------------------- \| ------------------- \| ------------------- \| ------------------- \| ------------------- \| \| 1. \| Primož Roglič \| Jumbo-Visma \| 79h45m30s \| \| \| 2. \| Tadej Pogačar \| UAE Team Emirates \| + 57s \| \| \| 3. \| Miguel Ángel López \| Astana \| + 1m27s \| \| \| 4. \| Richie Porte \| Trek-Segafredo \| + 3m06s \| \| \| 5. \| Mikel Landa \| Bahrain McLaren \| + 3m28s \| \| \| 6. \| Enric Mas \| Movistar Team \| + 4m19s \| \| \| 7. \| Adam Yates \| Mitchelton-Scott \| + 5m55s \| \| \| 8. \| Rigoberto Urán \| EF Pro Cycling \| + 6m05s \| \| \| 9. \| Tom Dumoulin \| Jumbo-Visma \| + 7m24s \| \| \| 10. \| Alejandro Valverde \| Movistar Team \| + 12m12s \| \| |                    |                   |           |
| |                    |                   |           |
| Fonte: ProCyclingStats |                    |                   |           |
| Classificação geral |                    |                   |           |
| Ciclista | Ciclista           | Equipe            | Tempo     |
| 1. | Primož Roglič      | Jumbo-Visma       | 79h45m30s |
| 2. | Tadej Pogačar      | UAE Team Emirates | + 57s     |
| 3. | Miguel Ángel López | Astana            | + 1m27s   |
| 4. | Richie Porte       | Trek-Segafredo    | + 3m06s   |
| 5. | Mikel Landa        | Bahrain McLaren   | + 3m28s   |
| 6. | Enric Mas          | Movistar Team     | + 4m19s   |
| 7. | Adam Yates         | Mitchelton-Scott  | + 5m55s   |
| 8. | Rigoberto Urán     | EF Pro Cycling    | + 6m05s   |
| 9. | Tom Dumoulin       | Jumbo-Visma       | + 7m24s   |
| 10. | Alejandro Valverde | Movistar Team     | + 12m12s  |

### Classificação por pontos(Maillot Vert)
| Classificação por pontos | Classificação por pontos | Classificação por pontos         | Classificação por pontos | Classificação por pontos |
| Ciclista                 | Ciclista                 | Equipe                           | Pontos                   |                          |
| ------------------------ | ------------------------ | -------------------------------- | ------------------------ | ------------------------ |
| 1.                       | Sam Bennett              | Deceuninck-Quick Step            | 298 pts                  |                          |
| 2.                       | Peter Sagan              | Bora-Hansgrohe                   | 246 pts                  |                          |
| 3.                       | Matteo Trentin           | CCC Team                         | 235 pts                  |                          |
| 4.                       | Bryan Coquard            | B&B Hotels-Vital Concept p/b KTM | 171 pts                  |                          |
| 5.                       | Caleb Ewan               | Lotto-Soudal                     | 158 pts                  |                          |
| 6.                       | Julian Alaphilippe       | Deceuninck-Quick Step            | 150 pts                  |                          |
| 7.                       | Wout van Aert            | Jumbo-Visma                      | 138 pts                  |                          |
| 8.                       | Tadej Pogačar            | UAE Team Emirates                | 123 pts                  |                          |
| 9.                       | Michael Mørkøv           | Deceuninck-Quick Step            | 120 pts                  |                          |
| 10.                      | Primož Roglič            | Jumbo-Visma                      | 101 pts                  |                          |

### Classificação da montanha(Maillot à Pois Rouges)
| Classificação da montanha | Classificação da montanha | Classificação da montanha        | Classificação da montanha | Classificação da montanha |
| Ciclista                  | Ciclista                  | Equipe                           | Pontos                    |                           |
| ------------------------- | ------------------------- | -------------------------------- | ------------------------- | ------------------------- |
| 1.                        | Richard Carapaz           | Ineos Grenadiers                 | 74 pts                    |                           |
| 2.                        | Tadej Pogačar             | UAE Team Emirates                | 72 pts                    |                           |
| 3.                        | Primož Roglič             | Jumbo-Visma                      | 67 pts                    |                           |
| 4.                        | Marc Hirschi              | Team Sunweb                      | 62 pts                    |                           |
| 5.                        | Miguel Ángel López        | Astana                           | 51 pts                    |                           |
| 6.                        | Benoît Cosnefroy          | AG2R La Mondiale                 | 36 pts                    |                           |
| 7.                        | Pierre Rolland            | B&B Hotels-Vital Concept p/b KTM | 36 pts                    |                           |
| 8.                        | Nans Peters               | AG2R La Mondiale                 | 32 pts                    |                           |
| 9.                        | Richie Porte              | Trek-Segafredo                   | 28 pts                    |                           |
| 10.                       | Lennard Kämna             | Bora-Hansgrohe                   | 27 pts                    |                           |

### Classificação do melhor jovem(Maillot Blanc)
| Classificação dos jovens | Classificação dos jovens | Classificação dos jovens | Classificação dos jovens | Classificação dos jovens |
| Ciclista                 | Ciclista                 | Equipe                   | Tempo                    |                          |
| ------------------------ | ------------------------ | ------------------------ | ------------------------ | ------------------------ |
| 1.                       | Tadej Pogačar            | UAE Team Emirates        | 79h46m27s                |                          |
| 2.                       | Enric Mas                | Movistar Team            | + 3m22s                  |                          |
| 3.                       | Valentin Madouas         | Groupama-FDJ             | + 1h35m35s               |                          |
| 4.                       | Daniel Felipe Martínez   | EF Pro Cycling           | + 1h51m32s               |                          |
| 5.                       | Lennard Kämna            | Bora-Hansgrohe           | + 2h10m21s               |                          |
| 6.                       | Harold Tejada            | Astana                   | + 2h29m13s               |                          |
| 7.                       | Niklas Eg                | Trek-Segafredo           | + 2h42m01s               |                          |
| 8.                       | Marc Hirschi             | Team Sunweb              | + 2h43m00s               |                          |
| 9.                       | Neilson Powless          | EF Pro Cycling           | + 2h56m52s               |                          |
| 10.                      | Pavel Sivakov            | Ineos Grenadiers         | + 4h06m17s               |                          |

### Classificação por equipas(Classement par Équipe)
| Classificação por equipes | Classificação por equipes | Classificação por equipes | Classificação por equipes |
| Equipe                    | Equipe                    | Tempo                     |                           |
| ------------------------- | ------------------------- | ------------------------- | ------------------------- |
| 1.                        | Movistar Team             | 39h23m11s                 |                           |
| 2.                        | Jumbo-Visma               | + 24m36s                  |                           |
| 3.                        | Bahrain McLaren           | + 58m47s                  |                           |
| 4.                        | EF Pro Cycling            | + 1h15m27s                |                           |
| 5.                        | Ineos Grenadiers          | + 1h26m17s                |                           |
| 6.                        | Trek-Segafredo            | + 1h39m28s                |                           |
| 7.                        | Astana                    | + 1h39m58s                |                           |
| 8.                        | AG2R La Mondiale          | + 2h53m41s                |                           |
| 9.                        | UAE Team Emirates         | + 3h10m46s                |                           |
| 10.                       | Groupama-FDJ              | + 3h19m59s                |                           |

## Abandonos
- André Greipel não completou a etapa depois de vários dias com problemas físicos.[2]